# Zwangsvollstreckungsrecht (Deutschland)
Das Zwangsvollstreckungsrecht der Bundesrepublik Deutschland ist das Recht der zwangsweisen Durchsetzung oder Sicherung eines privaten, zivilrechtlichen Anspruchs eines Gläubigers gegen seinen Schuldner. Davon zu unterscheiden ist die Verwaltungsvollstreckung, siehe dort.
Die Zwangsvollstreckung darf auf Grund des staatlichen Gewaltmonopols grundsätzlich nur durch staatliche Vollstreckungsorgane betrieben werden, etwa Gerichtsvollzieher. Die eigenmächtige Durchsetzung ist dem Gläubiger mit Ausnahme der erlaubten Selbsthilfe untersagt und im Regelfall als Selbstjustiz rechtswidrig. Dem Verbot der eigenmächtigen Hilfe und dem Verweis des Gläubigers auf staatlichen Vollstreckungsorgane korrespondiert der Anspruch des Bürgers auf Rechtshilfe durch den Staat, der Justizgewährungsanspruch. Dessen Umsetzung dient das Zwangsvollstreckungsrecht.
Im Vollstreckungsverfahren erhält der Gläubiger Zugriff auf das Vermögen seines Schuldners, sodass er dieses zur Befriedigung seiner Forderung verwerten kann.

## Voraussetzungen der Zwangsvollstreckung
Die Zwangsvollstreckung erfolgt auf Antrag des Gläubigers auf der Grundlage eines vollstreckbaren Titels, der den Schuldner zu einer bestimmten Leistung verpflichtet. Im Regelfall erstreitet sich der Gläubiger den Titel im Rahmen eines vorgeschalteten Erkenntnisverfahrens vor Gericht als Leistungsurteil. Vollstreckt werden kann aber auch aus anderen Dokumenten, etwa aus bestimmten Vergleichen, Vollstreckungsbescheiden und Kostenfestsetzungsbeschlüssen. Näheres unter Vollstreckungstitel. Aus dem Verbot der Selbsthilfe ergibt sich, dass sich der Gläubiger seinen Anspruch nicht selbst titulieren kann (sehr wohl aber kann er den Gerichtsvollzieher anweisen, Kosten und Zinsen zu vollstrecken – eine Prüfung findet nicht statt).
Der Titel ist nur dann taugliche Grundlage der Zwangsvollstreckung, wenn er darüber hinaus mit einer Vollstreckungsklausel versehen ist.
Dritte Voraussetzung der Zwangsvollstreckung ist die vorherige Zustellung des Titels an den Schuldner. Dieser erhält eine beglaubigte Abschrift des Titels. Das Original bleibt stets beim Gläubiger oder beim Gericht, je nach Art des Titels.

## Rechtsquellen, systematische Einordnung und Abgrenzung
Zu unterscheiden ist zwischen der Einzelzwangsvollstreckung und der Gesamtvollstreckung. Erstere dient der Befriedigung einzelner Gläubiger aus einzelnen Vermögensgegenständen des Schuldners. Sie ist zu großen Teilen im achten Buch der Zivilprozessordnung (ZPO) von 1877 geregelt. Für die Vollstreckung in Liegenschaften werden diese Normen durch das Gesetz über die Zwangsversteigerung und Zwangsverwaltung (ZVG) von 1897 ergänzt.
Hat der Vollstreckungsschuldner Gegenstände aus der Haftungsmasse durch Übertragung an Dritte entnommen, um sie dem Zugriff des Vollstreckungsgläubigers zu entziehen, können Rückübertragungsansprüche nach dem Anfechtungsgesetz (AnfG) entstehen.
Die in der Insolvenzordnung von 1994 geregelte Gesamtvollstreckung dient demgegenüber der Befriedigung aller Gläubiger aus dem gesamten Vermögen des Schuldners. Sie wird in diesem Artikel nicht weiter behandelt, vgl. unter Insolvenzordnung.
Zu unterscheiden ist ferner zwischen der in diesem Artikel behandelten privatrechtlichen Zwangsvollstreckung, mit der zivilrechtliche Ansprüche durchgesetzt werden, und der Verwaltungsvollstreckung des öffentlichen Rechts, mit der Verwaltungsakte und Verwaltungsverträge durchgesetzt werden. Charakteristisch für die Verwaltungsvollstreckung ist, dass aus Verwaltungsakten ohne vorheriges Erkenntnisverfahren vollstreckt werden kann („Selbsttitulierung“) und dass die Vollstreckungsbehörde in der Regel mit der Anordnungsbehörde identisch ist („Selbstvollstreckung“). Das unterscheidet die Zwangsvollstreckung im Zivilrecht wesentlich von der Verwaltungsvollstreckung. Für die öffentlich-rechtliche Beitreibung eines Verwaltungsaktes, etwa einer Steuerforderung oder einer Polizeiverfügung, genügt als Vollstreckungstitel ein Bescheid bzw. eine Verfügung, die mit Bestandskraft bzw. sofortiger Vollziehbarkeit durch die Behörde vollstreckbar sind.

## Verfahrensgrundsätze
Die Zwangsvollstreckung beginnt auf Antrag des Gläubigers beim zuständigen Gericht. Der Gläubiger soll entsprechend seiner Herrschaft über sein materielles Recht auch über die Zwangsvollstreckung frei bestimmen können. Wie das Erkenntnisverfahren ist somit auch das Vollstreckungsverfahren durch die Dispositionsmaxime bestimmt.
Die Kosten der Zwangsvollstreckung variieren je nach den ergriffenen Maßnahmen und sind grundsätzlich vom Schuldner zu tragen. Der Gläubiger muss diese Kosten jedoch zunächst vorstrecken.
Der Anspruch auf rechtliches Gehör (Art. 103 Abs. 1 GG) muss im Zwangsvollstreckungsverfahren in der Regel hinter dem Gesichtspunkt der Effizienz der Vollstreckung zurücktreten. Dem Vollstreckungsschuldner ist aber die Möglichkeit gegeben, seinen Standpunkt in ausreichender Weise nach Vollendung der Zwangsvollstreckung durch Einlegung eines Vollstreckungsrechtsbehelfs darzutun. Eine Ausnahme sind Entscheidungen des Prozessgerichts in Zwangsvollstreckungsverfahren, gegen welche die sofortige Beschwerde statthaft ist. So wird auch dem Vollstreckungsschuldner bei der Vollstreckung vertretbarer Handlungen (mit Ausnahme von Herausgabeansprüchen) und unvertretbaren Handlungen (unter anderem Abgabe von Willenserklärungen, Dulden und Unterlassen) vor dem Prozessgericht rechtliches Gehör gewährt (§ 891 Satz 2 ZPO).
Die Grundsätze der Öffentlichkeit, Mündlichkeit und Unmittelbarkeit finden keine Anwendung.
Um die Zuständigkeit von Vollstreckungsorganen im zivilrechtlichen Vollstreckungsverfahren und die zulässigen Vollstreckungsmaßnahmen zu erfahren, muss man nach der Art des Anspruchs, welcher vollstreckt werden soll, fragen und den Gegenstand, in den die Vollstreckung betrieben werden soll, bestimmen. Zuständige Vollstreckungsorgane im Rahmen des zivilrechtlichen Vollstreckungsverfahrens sind:
| Vollstreck- ungsgrund      | Zwangsvollstreckung wegen Geldforderungen | Zwangsvollstreckung wegen Geldforderungen                                       | Zwangsvollstreckung wegen Geldforderungen                                         | Zwangsvollstreckung wegen sonstigen Handelns oder Unterlassens | Zwangsvollstreckung wegen sonstigen Handelns oder Unterlassens                          | Zwangsvollstreckung wegen sonstigen Handelns oder Unterlassens                  | Zwangsvollstreckung wegen sonstigen Handelns oder Unterlassens | Zwangsvollstreckung wegen sonstigen Handelns oder Unterlassens | Zwangsvollstreckung wegen sonstigen Handelns oder Unterlassens |
| Vollstreckungs- gegenstand | bewegliches Vermögen                      | bewegliches Vermögen                                                            | Liegenschaften                                                                    | vertretbare Handlungen                                         | vertretbare Handlungen                                                                  | vertretbare Handlungen                                                          | unvertretbare Handlungen                                       | unvertretbare Handlungen                                       | Dulden und Unterlassen                                         |
| Vollstreckungs- gegenstand | Fahrnis                                   | Rechte gegen Drittschuldner                                                     | Liegenschaften                                                                    | Herausgabe von Sachen                                          | Herausgabe von Sachen                                                                   | sonstige Handlungen                                                             | Abgabe einer Willenserklärung                                  | sonstige Handlung                                              | Dulden und Unterlassen                                         |
| Vollstreckungs- gegenstand | Fahrnis                                   | Rechte gegen Drittschuldner                                                     | Liegenschaften                                                                    | Fahrnis                                                        | Liegenschaften                                                                          | sonstige Handlungen                                                             | Abgabe einer Willenserklärung                                  | sonstige Handlung                                              | Dulden und Unterlassen                                         |
| -------------------------- | ----------------------------------------- | ------------------------------------------------------------------------------- | --------------------------------------------------------------------------------- | -------------------------------------------------------------- | --------------------------------------------------------------------------------------- | ------------------------------------------------------------------------------- | -------------------------------------------------------------- | -------------------------------------------------------------- | -------------------------------------------------------------- |
| Vollstreck- ungsorgan      | Gerichtsvollzieher                        | Vollstreckungsgericht                                                           | Vollstreckungsgericht und Grundbuchamt                                            | Gerichtsvollzieher                                             | Gerichtsvollzieher                                                                      | Prozessgericht                                                                  | Prozessgericht                                                 | Prozessgericht                                                 | Prozessgericht                                                 |
| Vollstreck- ungsmaß- nahme | Pfändung und öffentliche Versteigerung    | Verstrickung und Überweisung zur Einziehung oder an Zahlungs Statt zum Nennwert | Eintragung einer Sicherungshypothek und Zwangsversteigerung bzw. Zwangsverwaltung | Wegnahme der Sache und Übergabe an den Gläubiger               | Entsetzung des Schuldners aus dem und Einweisung des Gläubigers in den Besitz (Räumung) | Ermächtigung des Gläubigers zur Vornahme der Handlung auf Kosten des Schuldners | Fiktion der Abgabe einer Willenserklärung                      | Zwangsgeld oder Zwangshaft                                     | Ordnungsgeld oder Ordnungshaft                                 |
| Rechts- grundlage          | §§ 808 ff. ZPO                            | §§ 829 ff., §§ 835 ff. ZPO                                                      | §§ 867 und 869 ZPO in Verbindung mit ZVG                                          | §§ 883 f. ZPO                                                  | § 885 ZPO                                                                               | § 887 ZPO                                                                       | §§ 894 f. ZPO                                                  | § 888 ZPO                                                      | § 890 ZPO                                                      |

Erklärung zum Schaubild: Das Vollstreckungsgericht ist das Amtsgericht, in dessen Bezirk das Vollstreckungsverfahren stattfinden soll oder stattgefunden hat. Die örtliche Zuständigkeit des Vollstreckungsgerichts ist eine ausschließliche (§ 802 ZPO). Das Prozessgericht ist das Prozessgericht des ersten Rechtszugs. Es unterscheidet sich vom Vollstreckungsgericht dann, wenn das Landgericht erstinstanzlich zuständig ist (in der Regel bei Streitwerten über 5.000 Euro, die keine Ansprüche aus einem Mietverhältnis oder Streitigkeiten betreffend die Familie darstellen). Innerhalb des Vollstreckungsorgans „Vollstreckungsgericht“ ist funktional für die Zwangsvollstreckung in der Regel der Rechtspfleger zuständig. Das Grundbuchamt ist eine Abteilung des Amtsgerichts.
Eine abdrängende Sonderzuweisung besteht bei der Vollstreckung aus Urteilen und Beschlüssen der Verwaltungs- und Finanzgerichte gegen die öffentliche Hand (§ 167 VwGO; § 151 FGO), bei Urteilen und Beschlüssen der Sozialgerichte hingegen nur im Rahmen der Vollstreckung für unvertretbare Handlungen (§ 201 SGG), während die Vollstreckung wegen Geldforderungen aus einer sozialgerichtlichen Entscheidung auf dem Zivilrechtsweg verfolgt werden muss.
Im Unterschied zum Vollstreckungsverfahren des Zivilrechts ist im Verfahren der Verwaltungsvollstreckung Vollstreckungsorgan die Vollstreckungsstelle der jeweils zuständigen Behörde mit ihren Innendienst- und Vollziehungsbeamten (Grundsatz der Selbstvollstreckung).

## Einzelne Vollstreckungsmaßnahmen
Die einzelnen Vollstreckungsmaßnahmen unterscheiden sich erheblich voneinander. Die Zwangsvollstreckung kann erfolgen,
- wenn eine Geldforderung besteht,
- wenn eine Sache herauszugeben ist,
- weil Handlungen vorzunehmen sind (Dulden oder Unterlassen).

Ist eine Geldforderung tituliert, kommen folgende Vollstreckungsmaßnahmen in Betracht:

### Pfändung und Versteigerung einer beweglichen Sache
Bei der Pfändung einer beweglichen Sache (Sachpfändung) nimmt der Gerichtsvollzieher die Sache, die sich im Gewahrsam des Schuldners befindet, in Besitz. Eine Sache ist im Gewahrsam des Schuldners, wenn dieser die äußerlich erkennbare Möglichkeit hat, unmittelbare tatsächliche Herrschaft über die Sache auszuüben. Auf die Rechtslage betreffend die Sache kommt es dabei (außer bei Offensichtlichkeit) nicht an. Der Gerichtsvollzieher prüft daher nicht, ob die zu pfändende Sache auch im Eigentum des Schuldners steht. Wird eine Sache gepfändet, welche nicht dem Schuldner gehört, kann sich der Eigentümer mit Hilfe der Drittwiderspruchsklage wehren. Ist die zu pfändende Sache im Mit- oder Alleingewahrsam eines Dritten, so ist die Pfändung nur dann möglich, wenn dieser herausgabebereit ist. Auf eine Verpflichtung des Dritten zur Herausgabe kommt es wegen der fehlenden materiellen Rechtsprüfungskompetenz des Gerichtsvollziehers nicht an. Wenn der Dritte der Ehepartner oder Lebenspartner des Vollstreckungsschuldners ist, wird der Alleingewahrsam des Vollstreckungsschuldners immer dann vermutet, wenn diese Sache nicht dem ausschließlichen Gebrauch des anderen Ehegatten gewidmet ist (z. B. Kleider der Ehefrau, Krawattennadel des Ehemanns usw.).
Mit der Pfändung tritt die Verstrickung der Sache ein. Das bedeutet, dass der Schuldner über die Sache nicht mehr verfügen darf. Dieses Verfügungsverbot sichern §§ 135, § 136 BGB. Strafrechtlich ist die Verstrickung mit dem Tatbestand des Verstrickungsbruchs in § 136 StGB geschützt.
„Inbesitznahme durch den Gerichtsvollzieher“ meint die Begründung unmittelbaren Besitzes (z. B. bei Geld, Kostbarkeiten und Wertpapieren) oder mittelbaren Besitzes. Das den mittelbaren Besitz des Gerichtsvollziehers begründende Besitzmittlungsverhältnis ist öffentlich-rechtlicher Natur; seine Wirksamkeit ist durch die Anbringung von Siegeln („Kuckuck“) bedingt. Der umgangssprachliche Begriff Kuckuck resultiert aus dem auf dem Pfandsiegel zu erkennenden Reichsadler oder später Bundesadler.
Durch die Pfändung erwirbt der Vollstreckungsgläubiger ein Pfandrecht an der Sache, welches ihm die gleichen Rechte verleiht wie ein Faustpfandrecht (= vertraglich bedungenes Pfandrecht). Die Verwertung der Pfandsache erfolgt in Form einer Versteigerung durch den Gerichtsvollzieher. Er kann die Versteigerung vor Ort durchführen oder über eine besondere Versteigerungsplattform im Internet. Wertpapiere können zu Börsen- oder Marktpreis durch den Gerichtsvollzieher auch frei Hand veräußert werden.
Zum Schutze des Vollstreckungsschuldners sind unpfändbare Sachen (Auflistung § 811 ZPO) und Pfändungsschutz für Arbeitseinkommen/Bezüge in § 850 ff. ZPO vorgesehen.
Wird die avisierte Zwangsvollstreckung offensichtlich erfolglos ausfallen, so stellt der Gerichtsvollzieher eine Unpfändbarkeitsbescheinigung aus.
Bei den über 7 Millionen Pfändungsaufträgen im Jahre 2006 ist es zu 10.268 Zwangsversteigerungen gekommen.

### Pfändung und Überweisung einer Forderung
Bei dieser Art der Zwangsvollstreckung handelt es sich um eine Pfändung bei einem Drittschuldner, also einer natürlichen oder juristischen Person, die ihrerseits dem Schuldner etwas schuldet, z. B. der Arbeitgeber als Drittschuldner den Lohn an den Vollstreckungsschuldner. Das ganze geschieht mit Hilfe eines Pfändungs- und Überweisungsbeschlusses (PfÜB), in welchem sowohl der Schuldner als auch der Drittschuldner zu benennen sind.
Am Bekanntesten sind in diesem Zusammenhang:
- Lohn- und Gehaltspfändung
- Pfändung laufender Sozialleistungen
- Pfändung von Kontoguthaben
- Pfändung von Lebensversicherungsansprüchen
- Pfändung von Schadensersatzansprüchen.

Bei der Pfändung von Lohn- und Gehaltsansprüchen sind zum Schutze des Schuldners die Freigrenzen aufgrund der Pfändungstabelle (§ 850c ZPO) zu beachten. Die Pfändungstabelle berücksichtigt hierbei auch angemessene Unterhaltspflichten, d. h., der Pfändungsfreibetrag ist bei unverheirateten Personen ohne Kinder geringer als bei bestehenden Unterhaltspflichten. Wenn allerdings wegen einer dieser Unterhaltspflichten selbst gepfändet wird, gelten die gesetzlichen Freigrenzen nicht. Stattdessen ist dann vom Gericht im Einzelfall ein angemessener Freibetrag, der unterhalb der Tabelle liegt, anzusetzen (§ 850d ZPO).
Laufende Sozialleistungen (Geldleistungen) sind bis auf einige Ausnahmen wie Arbeitseinkommen pfändbar (§ 54 Abs. 4 SGB I); Dies betrifft z. B. Renten, Krankengeld und Arbeitslosengeld I. Arbeitslosengeld II ist nicht pfändbar (§ 42 Abs. 4 SGB II), das Jobcenter somit grundsätzlich kein Drittschuldner. Soweit Kontoguthaben gepfändet werden, gibt es Pfändungsschutz nur bei einem P-Konto. Woher das Guthaben auf dem P-Konto stammt, spielt keine Rolle. Es ist daher beispielsweise egal, ob das Guthaben auf dem P-Konto auf Einkünfte aus einer selbständigen Tätigkeit, einer Angestelltentätigkeit oder auf Sozialleistungen zurückzuführen ist (§ 850k ZPO).
Weigert sich der Drittschuldner an den Gläubiger zu zahlen, so kann dieser nicht direkt gegen jenen die Zwangsvollstreckung betreiben: Ein vollstreckbarer Titel liegt nur gegen den Schuldner vor. Allerdings hat der Gläubiger Anspruch auf Auskunft über die Höhe der pfändbaren Beträge und kann die Forderung mit einer Leistungsklage im sog. Einziehungsprozess geltend machen. Umstritten ist hierbei zunächst die Prozessführungsbefugnis des Gläubigers: Einer Ansicht zufolge macht der Gläubiger die Forderung in gesetzlicher Prozessstandschaft geltend, nach anderer Ansicht klagt er aus eigenem Recht. Der Drittschuldner kann im Einziehungsprozess dem Gläubiger nicht entgegenhalten, dass der Pfändungs- und Überweisungsbeschluss nicht rechtmäßig sei, soweit die Grenzen zur Nichtigkeit des Pfändungs- und Überweisungsbeschlusses nicht erreicht sind.

### Zwangsversteigerung oder Zwangsverwaltung in das unbewegliche Vermögen
Die Zwangsvollstreckung in die Immobilie nimmt, gemessen an der Vollstreckung in das bewegliche Vermögensgut (Fahrnisvollstreckung) und/oder immaterielle Vermögensgüter, eine besondere Stellung ein.
Besondere gesetzliche Regelungen finden sich im Gesetz über die Zwangsversteigerung und die Zwangsverwaltung (ZVG). Soweit im ZVG keine besonderen Regelungen getroffen sind, gilt auch bei der Immobiliarvollstreckung die ZPO.

#### Allgemeine Vorschriften (§§1ff.ZVG)
Vollstreckungsorgane sind für die Zwangsversteigerung und die Zwangsverwaltung das Amtsgericht, in dessen Bezirk das Grundstück gelegen ist, als Vollstreckungsgericht (§ 1 ZVG) und dort funktionell der Rechtspfleger (§ 3 Nr. 1 Buchstabe i RPflG).

#### Grober Überblick
Durch die Zwangsversteigerung (§§ 15 ff. ZVG) soll der Wert des Grundstückes selbst erlöst werden; ähnlich wie bei §§ 814 ff. ZPO wird der Erlös nach Abzug der Kosten zur Befriedigung an den Gläubiger abgeführt.
Durch die Zwangsverwaltung (§§ 146 ff. ZVG) wird dem Schuldner die Verwaltung des Grundstücks entzogen und auf einen Zwangsverwalter übertragen. Der Gläubiger wird aus den Nutzungen des Grundstücks befriedigt, z. B. werden bei einem Hotel unter Zwangsverwaltung die Erlöse aus Beherbergung und Restauration durch den Zwangsverwalter an den Gläubiger abgeführt.
Der Gläubiger hat gemäß § 866 Abs. 2 ZPO die freie Wahl, ob er die Vollstreckungsmöglichkeiten allein oder nebeneinander ergreifen möchte.

## Einstweiliger Rechtsschutz
Bisweilen ist das Rechtsschutzbedürfnis so dringend, dass ein gewöhnlicher Zivilprozess zu spät käme. In dringlichen Fällen kann daher ein Anspruch auf einstweiligen Rechtsschutz bestehen. Die ZPO stellt dem Gläubiger zu diesem Zweck mehrere Maßnahmen zur Verfügung:
Der Arrest (§§ 916 ff. ZPO) dient der Sicherung der Zwangsvollstreckung wegen Geldforderungen.
Die einstweilige Verfügung (§§ 935 ff. ZPO) dient der Sicherung eines (Individual)anspruchs, der nicht auf Geld gerichtet ist (Handeln, Dulden, Unterlassen). Ziel ist die Sicherung des Rechts bzw. das Treffen einer vorläufigen Regelung.
Bei beiden Verfahren handelt es sich um ein summarisches Erkenntnisverfahren. Dies bedeutet, dass keine umfassende Sachverhaltsklärung stattfindet; das Gericht hat aber den Prozessstoff in rechtlicher Hinsicht grundsätzlich mit der gleichen Dichte zu prüfen, wie im gewöhnlichen Verfahren. In der Praxis kommt der einstweiligen Verfügung die größere Bedeutung zu.

## Rechtsbehelfe gegen die Vollstreckung
Die wichtigsten Vollstreckungsrechtsbehelfe sind die Vollstreckungserinnerung, die sofortige Beschwerde, die Drittwiderspruchsklage, die Klage auf vorzugsweise Befriedigung und die Vollstreckungsabwehrklage. Die Vollstreckungserinnerung und die sofortige Beschwerde rügen formale Fehler im Vollstreckungsverfahren. Die Drittwiderspruchsklage, die Klage auf vorzugsweise Befriedigung und die Vollstreckungsabwehrklage betreffen Mängel im Vollstreckungsgrund oder Vollstreckungsgegenstand. Die Rechtsbehelfe im Vollstreckungsverfahren dürfen keinesfalls mit den Rechtsbehelfen des Gläubigers zur Erlangung eines vollstreckbaren Titels verwechselt werden.
Im Falle der Abänderungsklage nach § 323 ZPO (z. B. auf Herabsetzung titulierten Kindesunterhalts) ist statt einer Vollstreckungsabwehrklage die „Vorläufige Einstellung der Zwangsvollstreckung“ analog § 769 ZPO geboten.
Schematische Übersicht über die Rechtsbehelfe:
| Sachentscheidungsvoraussetzungen | Sachentscheidungsvoraussetzungen                                                            | Sachentscheidungsvoraussetzungen | Sachentscheidungsvoraussetzungen                                                                                  | Sachentscheidungsvoraussetzungen                                                                         | Sachentscheidungsvoraussetzungen                                                                         |
|                                  | Rechtsbehelfe gegen formale Fehler im Verfahren des Vollstreckung                           | Rechtsbehelfe gegen formale Fehler im Verfahren des Vollstreckung                                                                                               | Rechtsbehelfe gegen Fehler im Vollstreckungsgrund oder Vollstreckungsgegenstand                                   | Rechtsbehelfe gegen Fehler im Vollstreckungsgrund oder Vollstreckungsgegenstand                          | Rechtsbehelfe gegen Fehler im Vollstreckungsgrund oder Vollstreckungsgegenstand                          |
| sofortige Beschwerde             | Vollstreckungserinnerung                                                                    | Drittwiderspruchsklage | Klage auf vorzugsweise Befriedigung                                                                               | Vollstreckungsabwehrklage (Vollstreckungsgegenklage)                                                     | |
| -------------------------------- | ------------------------------------------------------------------------------------------- | --- | --- | --- | --- |
| Statthaftigkeit                  | Entscheidungen im Zwangsvollstreckungsverfahren ohne mündliche Verhandlung                  | Anträge, Einwendungen und Erinnerungen betreffend die Art und Weise der Zwangsvollstreckung, die keine Entscheidungen sind (Maßnahmen des Vollstreckungsorgans) | ein die Veräußerung hinderndes Recht                                                                              | besitzlose Pfandrechte; Vorzugsrechte                                                                    | Einwendungen und Einreden betreffend den titulierten Anspruch                                            |
| Zuständigkeit                    | Beschwerdegericht                                                                           | Vollstreckungsgericht | Prozessgericht | Vollstreckungsgericht; bei Streitwert über 5000 € Landgericht                                            | Prozessgericht des ersten Rechtszugs                                                                     |
| Entscheidungsbefugnis            | Vollstreckungsschuldner und -gläubiger                                                      | Vollstreckungsschuldner und -gläubiger; Dritter nur bei Geltendmachung einer drittschützenden Vorschrift                                                        | Dritter, welcher weder Vollstreckungsschuldner noch Vollstreckungsgläubiger ist                                   | Dritter, welcher weder Vollstreckungsschuldner noch Vollstreckungsgläubiger ist                          | Vollstreckungsschuldner                                                                                  |
| Frist und Form                   | innerhalb einer Notfrist von zwei Wochen; schriftlich oder zu Protokoll der Geschäftsstelle | keine Frist; schriftlich oder zu Protokoll der Geschäftsstelle                                                                                                  | keine Frist; Schriftform oder soweit das Amtsgericht das Prozessgericht ist auch zu Protokoll der Geschäftsstelle | keine Frist; Schriftform oder soweit das Amtsgericht zuständig ist auch zu Protokoll der Geschäftsstelle | keine Frist; Schriftform oder soweit das Amtsgericht zuständig ist auch zu Protokoll der Geschäftsstelle |
| Rechtsgrundlage                  | § 793 ZPO                                                                                   | § 766 ZPO | §§ 771–774 ZPO | § 805 ZPO                                                                                                | § 767 ZPO                                                                                                |

Der Gerichtsstand (örtliche Zuständigkeit) der Vollstreckungsorgane ist ausschließlich. Er kann weder durch die Parteien abbedungen werden, noch steht eine Wahl zwischen allgemeinen und besonderem Gerichtsstand offen.

### Sofortige Beschwerde
Die sofortige Beschwerde findet gegen Entscheidungen in Zwangsvollstreckungsverfahren, die ohne mündliche Verhandlung ergehen können, statt. Der Begriff der „Entscheidung“ ist von dem Begriff der „Art und Weise der Zwangsvollstreckung“, deren Mängel im Rahmen der Vollstreckungserinnerung geltend gemacht werden, abzugrenzen. Prägend für eine Entscheidung ist, dass ein Vollstreckungsorgan die Gründe, welche für und wider einen bestimmten Beschluss sprechen, gegeneinander abwägt. Obliegt dem Vollstreckungsorgan von Gesetzes wegen keine Abwägung, wie es beim Gerichtsvollzieher der Fall ist, ist stets die Erinnerung der statthafte Rechtsbehelf. Hat umgekehrt das Prozessgericht die Vollstreckung durchzuführen, ist nur die sofortige Beschwerde statthaft. Bei Akten des Vollstreckungsgerichts ist zu unterscheiden: Wurde das beiderseitige Parteivorbringen durch das Vollstreckungsgericht gewürdigt, muss im Rahmen der Anfechtung durch sofortige Beschwerde das Beschwerdegericht über den vorgetragenen Sachverhalt Beschluss fassen. Eine nochmalige Würdigung durch das Vollstreckungsgericht im Rahmen der Erinnerung wäre sinnlos. Wird dem Vollstreckungsschuldner rechtliches Gehör gewährt, wird die Vollstreckung stets zu einer Entscheidung des Vollstreckungsgerichts, die vor dem Beschwerdegericht anzufechten ist, selbst dann, wenn das Vollstreckungsorgan rechtliches Gehör aus Gründen der Effektivität der Vollstreckung hätte gar nicht gewähren dürfen (z. B. das Vollstreckungsgericht bei Pfändung von Forderungen). Umgekehrt ist jede Vollstreckung ohne Gewährung eines rechtlichen Gehörs eine Maßnahme, die durch die Vollstreckungserinnerung gerügt werden muss. Das Beschwerdegericht entscheidet durch Beschluss.
Wichtig ist, dass gegen Entscheidungen des Grundbuchamtes als Vollstreckungsorgan nicht die sofortige Beschwerde nach § 793 ZPO, sondern die einfache Beschwerde nach §§ 71 ff. GBO statthaft ist.

### Vollstreckungserinnerung
Im Verfahren der Vollstreckungserinnerung werden Maßnahmen von Vollstreckungsorganen, welche die Art und Weise der Zwangsvollstreckung betreffen und keine Entscheidung eines Vollstreckungsorgans darstellen (siehe dazu: sofortige Beschwerde), gerügt. Die Vollstreckungserinnerung ist nicht nur bei Mängeln im vom Gerichtsvollzieher zu beobachtenden Verfahren statthaft, sondern auch bei Vollstreckungsmaßnahmen anderer Vollstreckungsorgane.
Die Art und Weise des Vollstreckungsverfahrens betreffen:
- sämtliche allgemeinen Vollstreckungsvoraussetzungen (Antrag, Vollstreckungstitel, Vollstreckungsklausel, Zustellung);
- die Zeit der Vollstreckung;
- den Ort der Vollstreckung;
- die Art und Weise der Vollstreckung;
- den Umfang der Vollstreckung und
- ob das tätig werdende Vollstreckungsorgan überhaupt zuständig ist bzw. ob die gewählte Vollstreckungsart rechtmäßig ist.

Keine richtige Zeit wäre bei Vollstreckungshandlungen an Sonn- und Feiertagen gegeben. Eine Vollstreckung wäre z. B. an einem falschen Ort, wenn ein Gerichtsvollzieher eine Sache pfändete, welche im (Mit-)Gewahrsam eines nicht herausgabebereiten Dritten stünde. Gegen die zulässige Art und Weise verstieße ein Gerichtsvollzieher z. B., falls er ohne die erforderliche richterliche Anordnung eine Wohnung wider den Willen des Hausrechtsinhabers beträte. Der rechtmäßige Umfang einer Vollstreckung wäre überschritten, wenn das Vollstreckungsorgan Pfändungsschutzvorschriften zugunsten des Vollstreckungsschuldners missachtete, wenn z. B. der Gerichtsvollzieher wegen einer Geldforderung unpfändbare Sachen (§ 811 ZPO) pfänden würde oder das Vollstreckungsgericht Lohnforderungen gegen den Arbeitgeber über das zulässige Maß hinaus verstricken würde. Die Rechtmäßigkeit des Vollstreckungsverfahrens überhaupt wäre z. B. betroffen, wenn ein Gerichtsvollzieher Grundstückszubehör pfändete, obwohl die Fahrnisvollstreckung nicht anwendbar ist. Mit der Vollstreckungserinnerung kann auch eine Weigerung des Gerichtsvollziehers, einen Vollstreckungsauftrag zu übernehmen, gerügt werden. Das Vollstreckungsgericht entscheidet über die vom Antragsteller vorgebrachten Tatsachen durch Beschluss. Gegen diesen Beschluss ist eine sofortige Beschwerde möglich (nicht zu verwechseln mit der sofortigen Beschwerde gegen Entscheidungen eines Vollstreckungsorgans).

### Drittwiderspruchsklage
Die Drittwiderspruchsklage kann ein Dritter, der weder Vollstreckungsgläubiger noch -schuldner ist, erheben, wenn ihm ein die Veräußerung hinderndes Recht an einem Gegenstand zusteht, der gepfändet worden ist. Die Drittwiderspruchsklage ist das Korrektiv dafür, dass der Gerichtsvollzieher bei der Pfändung gemäß § 808 ZPO lediglich die Gewahrsamsverhältnisse an der Sache prüft, nicht aber etwaige Rechte, die Dritte hieran haben. Das Gleiche gilt für das Vollstreckungsgericht, das bei der Pfändung einer Forderung auch nicht prüft, wer ihr Inhaber ist. Zwar läuft bei einer Pfändung einer Forderung, welche dem Schuldner nicht gehört, die Pfändung ins Leere, jedoch hat der Dritte aus Rechtsscheinsgründen ein für die Drittwiderspruchsklage ausreichendes Rechtsschutzbedürfnis.
Unter einem „die Veräußerung hindernden Recht“ ist ein Recht zu verstehen, welches eine Veräußerung durch den Vollstreckungsschuldner zu einem widerrechtlichen Eingriff in den Rechtskreis des Dritten machen würde. Ein Gegenstand, an dem ein „die Veräußerung hinderndes Recht“ besteht, gehört nicht zum Vermögen des Vollstreckungsschuldners und ist daher auch nicht der Zwangsvollstreckung in dessen Vermögen unterworfen. Ein solches Recht ist vor allem das Eigentum eines Dritten an der Sache oder die Inhaberschaft einer Forderung, aber auch der Nießbrauch, die Grundschuld oder eine Hypothek.

### Klage auf vorzugsweise Befriedigung
Die Klage auf vorzugsweise Befriedigung findet statt, wenn einem Dritten ein Pfandrecht an der Sache zusteht, welches ihn nicht zum Besitz berechtigt (besitzloses Pfandrecht) oder ein Vorzugsrecht an der Sache zusteht. Auch die Klage auf vorzugsweise Befriedigung ist ein Korrektiv für die Unbeachtlichkeit der Rechtslage an der Sache bei der Pfändung. Solche besitzlosen Pfandrechte sind das Pfandrecht des Vermieters an den Sachen des Mieters, das Pfandrecht des Verpächters an den Sachen des Pächters und den Früchten der Pachtsache, das Pfandrecht des Gastwirts an den eingebrachten Sachen des Gastes und das Pfandrecht des Frachtführers an dem Gut. Erhebt der Dritte Klage auf vorzugsweise Befriedigung, kann er die Pfändung der Sache, an welcher er ein besitzloses Pfandrecht oder ein Vorzugsrecht hat, nicht verhindern. Er darf sich lediglich an dem Erlös der Versteigerung oder des Verkaufs vor anderen Gläubigern vorzugsweise befriedigen.

### Vollstreckungsabwehrklage
Die Vollstreckungsabwehrklage oder auch Vollstreckungsgegenklage genannt findet gemäß § 767 ZPO statt, wenn der Vollstreckungsschuldner Einwendungen und Einreden gegen den titulierten Anspruch anführt. Sie wird auch die „Anfechtungsklage“ des Vollstreckungsrechts genannt. Die Vollstreckungsabwehrklage ist nicht dazu da, dem Vollstreckungsschuldner die Chance zu geben, Verteidigungsmittel nachzuholen, welche in der mündlichen Verhandlung nicht oder nicht rechtzeitig vorgetragen wurden und daher präkludiert sind. Die Gründe, auf denen die Einwendung oder Einrede beruht, dürfen erst nach Schluss der mündlichen Verhandlung entstanden sein; anderenfalls ist die Klage unbegründet. Bei den Gestaltungsrechten ist streitig, ob die Einwendung mit dem Zeitpunkt, in dem das Gestaltungsrecht objektiv entstanden ist (z. B. bei der Aufrechnung die Entstehung der Aufrechnungslage) oder der Zeitpunkt der Ausübung des Gestaltungsrechts rechtlich maßgeblich ist. Der durch Urteil titulierte Anspruch wird im Rahmen der Vollstreckungsabwehrklage nicht mehr geprüft, da er zwischen den Parteien von der subjektiven Rechtskraft erfasst ist. Bei Titeln, von denen keine Rechtskraft ausgeht (vollstreckbare notarielle Urkunde), unterliegt die Prüfung der Einwendungen und Einreden keiner Beschränkung. Dabei sind auch die Voraussetzungen der Ansprüche, gegen die Einwendungen oder Einreden geltend gemacht werden, zu erörtern.

## Europäische Union
Die Justizielle Zusammenarbeit in Zivilsachen innerhalb der Europäischen Union sieht eine Erleichterung der grenzüberschreitenden Zwangsvollstreckung vor. Hierzu sind mittlerweile, anknüpfend an das Brüsseler Vollstreckungsübereinkommen, die EG-Verordnungen VO 44/01, VO 1347/00 und VO 2201/03 ergangen. Im Zusammenhang mit dem Anspruch auf ein faires Verfahren ergeben sich im Zusammenhang mit der EG-Verordnung zur Einführung eines europäischen Vollstreckungstitels für unbestrittene Forderungen (VO 805/04, EuVTVO) neue Vollstreckungsfragen verfassungsrechtlicher Art.